# UIDD
UIDDとはUser Interface Driven Developmentの略称であり、UI先行型の開発プロセスを指す。
おもにRIA（リッチインターネットアプリケーション）開発時などにUIデザイン、HCD（Human Center Design）、UX（User eXperience）デザインなどUIを含むデザインを先行して制作する事でクライアントとの意識ずれを軽減させ、後工程における手戻りを抑止する開発プロセスとなる。
今後業務システムでのアジャイル開発とRIA開発を組み合わせた開発プロセスが求められるようになってくると考えられるが、UIDDはそうしたクライアントとデベロッパ（開発側）とのニーズを満たした開発プロセスと言える。
求められるスキルセットはsite（Strategy+Service×Intelligence×Technology+Technique×Expression+Explaination）。

## 参考
- RIAの開発プロセス等 RIAコンソーシアム（RIAC）のRIAシステム構築ガイド。
- Adobe UIデザイン入門とRIAワークフローの研究 - Adobeデベロッパーサイト